# Bistra
Bistra es un municipio de Croacia en el condado de Zagreb.

## Geografía
Se encuentra a una altitud de 150 m s. n. m. a 22.4 km de la capital nacional, Zagreb.

## Demografía
En el censo 2011, el total de población del municipio fue de 6 098 habitantes, distribuidos en las siguientes localidades:
- Bukovje Bistransko - 382
- Donja Bistra - 1 273
- Gornja Bistra - 1 629
- Novaki Bistranski - 777
- Oborovo Bistransko - 938
- Poljanica Bistranska - 1 099